# Alessandro Tonelli
Alessandro Tonelli (Brescia, 29 de maig de 1992) és un ciclista italià, professional des del 2015 i actualment a l'equip Bardiani CSF Faizanè.

## Palmarès
- 2009
  - 1r al Trofeu Emilio Paganessi
- 2014
  - 1r a la Coppa Fiera di Mercatale
  - 1r al Trofeu Matteotti sub-23
  - 1r al Gran Premi Sportivi San Vigilio
  - 1r al Memorial Morgan Capretta
- 2018
  - Vencedor d'una etapa al Tour de Croàcia
- 2024
  - Vencedor d'una etapa a la Volta a la Comunitat Valenciana

### Resultats al Giro d'Itàlia
- 2018. No presentat (15a etapa)
- 2020. 51è de la classificació general
- 2022. 52è de la classificació general
- 2023. 42è de la classificació general